# 皮德利斯尼奧列克西涅齊
49°14′12″N 26°41′58″E / 49.23667°N 26.69944°E
皮德利斯尼-阿列克西內茨（烏克蘭語：Підлісний Олексинець）是位於烏克蘭西部的村莊，由赫梅利尼茨基州裡赫梅利尼茨基區的霍羅多克市鎮負責管轄。該村始建於1493年，面積2.94平方公里，海拔高度336米，2001年人口827。